# Linn-Kristin Riegelhuth Koren
Linn-Kristin Riegelhuth Koren (Ski, 1 de agosto de 1974) é uma handebolista profissional norueguesa, bicampeã olímpica.